# خذني إلى المسجد الأقصى
ديوان خذني إلى المسجد الأقصى هو ديوان شعري للروائي والشاعر الأردني أيمن العتوم.

## من الديوان
"يبقى الجرح أكبر من الكلمات وتبقى سيول الدّماء أصدقَ مِن سُيول العواطف".
يشهد هذا الدّيوان على عُمق الجُرح الفلسطينيّ، ويُعلي راية المُقاومة والجهاد، ويرسم الأمل بتحرير الأقصى وسائر فلسطين من دنس الاحتلال.
حلّق بنا الدّيوان في رحاب المسجد الأقصى، وحمل قلوبنا وأرواحنا إليه على جناح الحرف ما بين الشّعر العموديّ وشِعر التّفعيلة.
ومع أنّ النّصيب الأكبر فيه لفلسطين وأَلَمِها وأَلَمِنا بمُصابها إلا أنه لم ينسَ لبنان والعراق وعددًا من الأقطار العربيّة الأخرى.
تجلّتْ بين حروف الدّيوان رهافة الحِسّ، وصدق المشاعر، والالتزام بالمبادئ، والإيمان بعدالة القضيّة، وقوّة الموقف، والجُرأة في قول الحقّ. إنه صوتٌ يحمل رسالةً وهُويّة.
لغة الدّيوان ترفع الهمم وتسمو بالمشاعر حتى تكاد تحلّق بروحك لرحاب تلك الأرض المباركة، وتخلق فيك ثورةً على المحتلّ، وعلى الظُّلم والظّالمين.

## وصلات خارجية
خذني إلى المسجد الأقصى - جودريدز